# Shane Harvey
Shane Harvey est un compositeur canadien.

## Filmographie

### Compositeur

#### Cinéma
- 2016 : Blindness (en) de Ryszard Bugajski.
- 2013 : The Closed Circuit (en) de Ryszard Bugajski.
- 2009 : Generał Nil (en) de Ryszard Bugajski.
- 2001 : The Rhino Brothers de Dwayne Beaver.
- 2000 : Middlemen de Kevin Speckmaier.
- 1995 : Gracze de Ryszard Bugajski.
- 1992 : The Shower (film) (en) de Gail Harvey.
- 1991 : Clearcut (film) (en) de Ryszard Bugajski.

#### Télévision
- 2010 : Paper Promises de Shane Harvey.
- 1999 : Domesticide de Robert McDonaugh.

### Réalisateur
- 2010 : Paper Promises. Documentaire sur son père Larry Harvey qui était un musicien de Country[2].

## Chansons
- 2014 : No Regrets (paroles de Shelley Gillen), interprétée par Emily Osment dans Un homme inquiétant.
- 2010 : She Was My Momma et Till I'm Dead And Gone (paroles de Shelley Gillen), interprétées par Larry Harvey dans le documentaire Paper Promises.
- 1988 : Listen To The People (paroles de Shelley Gillen), interprétée par Shane Harvey[3].
- 1987 : Ricky (paroles de Shelley Gillen), interprétée par Shane Harvey.